# Brix-fok
A Brix-fok vagy cukorfok (jelölése °Bx) az oldatok cukortartalmának hagyományos mértékegysége. Nevét Adolf Brix (1798–1870)  német tudósról kapta. 
1 Brix-fok a cukortartalma annak az oldatnak, amelynek 100 grammja 1 gramm szacharózt tartalmaz. A skála tehát a tömegszázalékos szacharóztartalmat fejezi ki.
A mértékegység ma is használatos a cukoriparban, például az ICUMSA (International Commission for Uniform Methods of Sugar Analysis, magyar nevén Cukorvizsgálatok Egységes Módszereinek Nemzetközi Bizottsága) GS 4-15 (1994) jelű módszere a melasz Brix-fokban kifejezett látszólagos szárazanyagtartalmára vonatkozik.